# David Stanley Evans
David Stanley Evans (* 28. Januar 1916 in Cardiff, Wales; † 14. November 2004 in Austin, Texas) war ein britischer Astronom, der bekannt dadurch wurde, dass er Mondbedeckungen benutzte, um Winkeldurchmesser von Sternen in den 1950er Jahren zu bestimmen.

## Leben
Evans ging zur Cardiff High School for Boys. Er absolvierte Teil 2 des Mathematics Tripos am King’s College (Cambridge) 1936 mit First Class und 1937 den dritten Teil. 1937 wurde er Ph. D. Student am Cambridge Observatory, wo er auch ein Student von Sir Arthur Eddington war. Den Ph. D. selber erhielt er 1941 für die Arbeit „The Formation of the Balmer Series of Hydrogen in Stellar Atmospheres“. Im Zweiten Weltkrieg arbeitete er in Oxford zusammen mit dem Physiker Kurt Mendelssohn an medizinischen Problemen in Zusammenhang mit dem Krieg. Während dieser Zeit war er wissenschaftlicher Editor von Discovery und Editor von The Observatory.
Evans verließ England 1946 um am Radcliffe Observatory in Pretoria, Südafrika zu arbeiten. Zu jener Zeit war die Positionsbestimmung und Photometrie die Hauptinteressen der astronomischen Welt. Zusammen mit Harold Knox-Shaw bestimmte er den Durchmesser von Antares und kam auch zu der falschen Aussage, dass Arktur elliptisch sei. Dies wurde später als optischer Fehler identifiziert. Evans wurde Chefassistent am Royal Observatory in Kapstadt.
David war der zweite Sohn von Arthur Cyril Evans und Kate Priest. Er war mit Betty Hall Evans verheiratet und adoptierten zwei Söhne: Jonathan Evans aus Nashville, Tennessee, und Barnaby Evans aus Austin, Texas. Er hatte sechs Enkel, drei in Nashville und drei in Austin.

## Bücher
- David Stanley Evans: Astronomy (Teach Yourself). Teach Yourself Books, London 1975, ISBN 0-340-15248-6.
- David Stanley Evans: The Eddington Enigma. Xlibris Corporation, Princeton/NJ 1998, ISBN 0-7388-0131-3.
- John Herschel, Terence J. Deeming, David S. Evans: Herschel at the Cape. Diaries and correspondence of Sir John Herschel 1834–1838.  University of Texas Press, Austin 1969, ISBN 0-292-78387-6.